# Francisco Javier de Aranguren
Francisco Javier de Aranguren y Urrutia (Zalla, 1768-1838) fue un político español.

## Biografía
Nació en la villa de Munguía en 1768, hijo de Matías y María, ambos procedentes de familias esclarecidas de Vizcaya y oriundas del concejo de Zalla, en las Encartaciones. Cursó cuatro años de filosofía en Vitoria y en el convento de Alcázar de San Juan, así como tres años de leyes en la Universidad de Toledo, donde recibió en claustro pleno y nemine discrepante el bachillerato en 1784. En los años inmediatos, fue académico, fiscal y secretario de la Academia de San Juan Nepomuceno de la misma ciudad. En la Universidad de Oñate, ganó de 1788 a 1789 un curso de derecho real y otro de derecho natural, siendo en el mismo periodo sustituto en la cátedra de la primera asignatura.
Llevaba treinta y dos años fungiendo como abogado cuando en 1822 fue elegido en Villanueva de Navarra consultor de la junta gubernativa de las tres provincias vascongadas, y al año siguiente formó parte de la diputación de la  misma junta. Según señalaba Antonio de Trueba en un artículo biográfico publicado en la revista Euskal-Erria en 1880, «era hombre de ideas moderadas».
En abril de 1823, fue nombrado alcalde mayor de la villa de Guernica, así como teniente general del corregimiento del señorío de Vizcaya. En noviembre de ese mismo año, juró ante el Consejo Supremo de Castilla la vara de alcalde mayor de Guernica y obtuvo los honores de oidor de la Real Audiencia y Chancillería de Valladolid. Como alcalde de Guernica, se dedicó a varias labores de embellecimiento de la villa: formó una alameda, abrió un canal de comunicación de mareas y dotó a la localidad de un paseo sombreado con variedad de árboles. Fungió, asimismo, como presidente de las Juntas Generales del Señorío de Vizcaya.
Falleció en 1838.